# レチェット
レチェット（伊: Recetto）は、イタリア共和国ピエモンテ州ノヴァーラ県にある、人口約900人の基礎自治体（コムーネ）。

## 地理

### 位置・広がり
| 隣接するコムーネは以下の通り。括弧内のVCはヴェルチェッリ県所属を示す。 - アルボーリオ (VC) - ビアンドラーテ - グレッジョ (VC) - サン・ナッザーロ・セージア - ヴィコルンゴ |